# La Foca
La Foca es una banda uruguaya de rock formada en 1993. Está actualmente integrada por Federico González, Diego Lorenzo, Ruben Larrosa, Sebastián Lluberas e Ismael González. La banda cuenta con ocho discos editados y varias participaciones en el ámbito cinematográfico. Su último trabajo "Los nuevos recuerdos vendrán" obtuvo el Premio Graffiti 2023 al mejor Álbum de Rock Alternativo. En 2016, La Foca obtuvo el Premio Cóndor de Plata por la música original de la película "La Vida de Alguien" (2016) de Ezequiel Acuña.

## Historia

### 1993 - 1999: Inicios y demos
Según han declarado en notas de prensa, la mayoría de los integrantes de la banda se conocen «desde los 8 o 9 años». Su debut como banda se produjo en 1993, en una heladería en el balneario uruguayo La Paloma, Rocha.

Según el líder de la banda, Federico González, La Foca fue cambiando de estilo con el tiempo:
Los primeros años éramos una banda de humor al estilo del Cuarteto de Nos, aunque más tranquilos, pero con un humor ácido. Nos divertíamos mucho y la pasábamos bien. Después cambiamos, no hace falta decirlo, el estilo y mucho, pero nos quedó ese manejo de la ironía, hacer algo que para otros sería un problema, para nosotros es una virtud.

El nombre de la banda surgió de una ficha del Casino de La Paloma, que contenía una imagen de una foca. Según relató la banda en una entrevista: 
Éramos gurises y fuimos al casino por primera vez. No teníamos ni idea de cómo era, empezamos a jugar con unas tragamonedas y ganamos una plata que nos permitía ir a una zona donde se jugaba con fichas de verdad. Ellos te daban una ficha grande que cambiabas por fichas chicas para poder jugar y perder menos. Esa ficha grande era una foca. Me acuerdo que el casino estaba atestado de gente, era verano, estábamos en La Paloma y no teníamos posibilidad de cambiar la ficha grande, era jugar la foca, o nada. La pusimos al negro y ganamos. Después pensamos que “Una Foca al Negro” era un buen nombre para una banda y estuvo de más, así nos llamábamos al principio, pero después quedó en “La Foca”.
Luego de abandonar el humor en sus canciones, La Foca comenzó a grabar demos entre 1997 y 1998.

### 2000 - 2010: Primeros discos
En esta etapa, La Foca grabó sus primeros cuatro álbumes de estudio. El primero fue 13 Juguetes, lanzado el 30 de noviembre de 2000. Este álbum fue grabado, mezclado y masterizado por Juan Stewart y tiene, según su sello discográfico, un estilo influenciado por bandas británicas como Joy Division. Según declaró su vocalista Federico González:
Antes de grabar nuestro primer disco, 13 Juguetes, éramos una banda que hacía humor. Fueron años muy intensos en nuestras vidas y ese disco tan querido fue el cambio violento que estábamos necesitando. Luego de eso creo que nos colocamos en un plano más cercano a la melancolía, entendida como algo más luminoso, desde una perspectiva donde lo peor ya pasó y de alguna manera estamos intentando colaborar desde nuestra nueva mirada con los otros, además de con nosotros.
El segundo disco fue Velocidad, lanzado el 30 de noviembre de 2005. En su producción participó nuevamente Juan Stewart y el arte fue de Ismael González Muzio. Según una reseña musical, ese disco fue un
Quiebre necesario para descubrir una nueva personalidad con carácter propio. Este carácter se puede palpar y sentir en, por ejemplo, “Luces”, una de las nuevas canciones que forma parte de La fórmula. Velocidad traía canciones del calibre de “Como si fuera el fin” o “Antes”, que también funcionaron como una pequeña muestra de todo ese mundo introspectivo que la banda hoy despliega en su nuevo disco.
El siguiente álbum fue Vos Lejos de Vos, publicado el 30 de agosto de 2008. Fue grabado, mezclado y masterizado en Argentina en el Estudio El Árbol de Buenos Aires nuevamente por Juan Stewart. En su lanzamiento también participó el cineasta argentino Ezequiel Acuña.
El cuarto disco, Dos Mentes Son un Mundo fue lanzado el 30 de noviembre de 2010.

### 2011 - 2019: Crecimiento musical
Durante esta etapa, La Foca lanzó tres álbumes de estudio que le valieron fama local y regional. El 21 de diciembre de 2012, el grupo publicó La Vida de Alguien, banda sonora de la película homónima de Ezequiel Acuña lanzada el 4 de julio de 2015. Dicha película relata una historia ficcionalizada de La Foca. La banda ganó el Premio Cóndor de Plata en 2016 por Mejor Música Original y también una nominación en la misma categoría para el Premio Fénix el año anterior. Según reseñó el portal de noticias Montevideo COMM: 

La película, a la que le fue bien tanto con la crítica como con el público, trata justamente sobre una banda llamada La Foca que se disuelve luego de la súbita desaparición de uno de sus integrantes. Diez años después, una discográfica llega con el proyecto de editar sus viejas canciones, rearmar al grupo y comenzar una gira, lo que va a llevar al protagonista (el guitarrista Guille) a bucear en el pasado y las ausencias para rearmar su historia trunca.
La Foca no sólo aportó a la película el título y las canciones de su propia historia musical -repitiendo en la realidad ese desenterramiento de viejas canciones que sucede en la ficción- sino que se encargó también de los pasajes de música incidental que completan el clima del filme.

En una rara simbiosis artística, en la que ambos se nutrieron de la obra del otro, Ezequiel Acuña y La Foca crearon dos obras con el mismo nombre-una película y un disco- que fueron permeando climas, música e historias en torno a las vidas que se escapan, la vida de cualquiera, la vida de alguien.
El sexto disco de la banda se llamó Ceres y Venus y fue lanzado 1 de abril de 2016. Fue editado digitalmente por Contrapedal y físicamente por el sello Plastilina Records en Perú. Este disco fue nominado al Premio Graffiti 2017 por Mejor Álbum Indie. Según Subrayado, noticiero uruguayo, "con este álbum llegó el reconocimiento de la crítica que lo abrazó calurosamente, pero también el público, que hasta ahora no había reparado en la banda, empezó a observar con detenimiento el melancólico y otoñal sonido de La Foca". El disco fue el primero grabado en Uruguay y la banda lo despidió con un show en la Sala Hugo Balzo del Sodre.
El último álbum durante esta etapa fue La Fórmula, lanzado el 25 de marzo de 2019. Fue grabado por El Niño que toca Fuerte, mezclado por Juan Stewart (Estudio El Árbol, Buenos Aires) y masterizado por Warrior - Puro Mastering, también en Buenos Aires. El arte fue de Gonzalo Saavedra. El álbum fue presentado el 11 de agosto de 2019 en la Sala Hugo Balzo del Sodre y les valió una nominación a Mejor Álbum de Pop Alternativo de los Premios Graffiti. Según Federico González, en este disco se notan "un poco más en las estructuras climáticas y de guitarras envolventes típicas del llamado shoegazing". El bajista de la banda, Diego Lorenzo, contó que la "melancolía es parte fundamental" de este disco y del estilo de La Foca. Cabe destacar que el disco contó con la participación de la cantante uruguaya Alfonsina en la canción 1997. Por ello, según el guitarrista Gustavo Compagnone, "el proceso de grabación termina de darle la identidad al disco con aportes de amigos, y ahí es muy lindo, porque el disco final termina siendo mejor del que preparamos".

Según una crítica en el diario uruguayo El País: 
La Fórmula, el álbum que La Foca lanzó a fines de marzo, es una continuación natural de Ceres y Venus, un logradísimo trabajo de 2016 en el que el mayor cambio tenía que ver con la toma de distancia respecto a la oscuridad característica del grupo, y con darle más protagonismo a lo pop.

Es como si la base de La fórmula estuviera en Ceres y Venus, y el resto del cuerpo se dejara caer en la discografía anterior de La Foca. El resultado es otro conjunto de bellas canciones —10 en total, que en un punto funcionan como una única gran canción— que decididamente abrazan la tristeza, pero con la luminosidad del que celebra (o intenta celebrar) que está vivo, que tiene algo de dónde aferrarse para seguir tirando hacia adelante.

### 2020 - actualidad
El último disco de la banda se llamó Los nuevos recuerdos vendrán y fue publicado el 20 de marzo de 2022. Fue grabado y mezclado por Fabrizio Rossi y el stem mastering fue realizado por Juan Stewart. El arte lo realizó Ismael González. Respecto al título, el vocalista dijo en una entrevista que "los recuerdos naturalmente remiten al pasado, uno recuerda cosas que pasaron. Pero la frase un poco ambigua afirma que vendrán nuevos recuerdos. Entonces la mirada está puesta en el futuro, en el sentido de que estamos por vivir algo que entendemos será esperanzador". El disco fue dedicado al amigo de la banda, Alejandro Torre. La promoción de este disco también coincidió con los 30 años de la banda.
Este álbum fue, al igual que los dos antecesores, muy bien recibido por la crítica. El diario uruguayo El Observador lo destacó como de los mejores álbumes de 2022, mientras que el diario El País se refirió al lanzamiento como "el clímax de sus 30 años de recorrido". Nicolás Tabárez, columnista de la radio El Espectador, recomendó al disco como "muy lindo" y resaltó el trabajo reciente de La Foca. Luego de dos nominaciones anteriores, La Foca logró el Premio Graffiti 2023 al Mejor Álbum de Rock Alternativo.
Con motivo de los 30 años de la banda, en 2023, el diario argentino Página 12 y el diario uruguayo La Diaria la categorizaron como «de culto». Asimismo, el diario uruguayo El País de Uruguay definió a La Foca como «una de las bandas clave del indie local». El 7 de setiembre de 2024, siguiendo con los festejos por los 30 años, La Foca tocó por primera vez en sala Zavala Muniz del Teatro Solís, donde presentó su discografía completa y algunas canciones del noveno disco de estudio a publicarse en 2025. El estilo actual de la banda, según ellos, "deambula entre el rock de guitarras y el pop con aires de melancolía".

## Miembros
- Federico González (guitarra y voz): 1993 a la actualidad.
- Diego Lorenzo (bajo y coros): 1993 a la actualidad.
- Ruben Larrosa (batería): 2002 a la actualidad.
- Ismael González (guitarra): 2015 a la actualidad.
- Sebastián Lluberas (guitarra): 2024 a la actualidad.
- Gustavo Compagnone (guitarra): 1993 - 2024.
- Ignacio González (guitarra): 1993 - 2000.
- Víctor Vaillant (batería): 1999 - 2001.
- Gonzalo Esteva (batería): 1995 - 1998.
- Marcelo Hiriart (batería): 1993 - 1995.

## Discografía
- 13 Juguetes (2000)
- Velocidad (2005)
- Vos Lejos de Vos (2008)
- Dos Mentes Son el Mundo (2010)
- La Vida de Alguien (2013)
- Ceres y Venus (2016)
- La Fórmula (2019)
- Los nuevos recuerdos vendrán (2022)

## Premios y nominaciones
| Año  | Trabajo nominado             | Premio                  | Categoría                       | Resultado |
| ---- | ---------------------------- | ----------------------- | ------------------------------- | --------- |
| 2015 | La Vida de Alguien           | Premios Fénix           | Mejor Música Original           | Nominado  |
| 2016 | La Vida de Alguien           | Premios Cóndor de Plata | Mejor Música Original           | Ganador   |
| 2017 | Ceres y Venus                | Premios Graffiti        | Mejor Álbum Indie               | Nominado  |
| 2020 | La Fórmula                   | Premios Graffiti        | Mejor Álbum de Pop Alternativo  | Nominado  |
| 2023 | Los nuevos recuerdos vendrán | Premios Graffiti        | Mejor Álbum de Rock Alternativo | Ganador   |